# Frederik Pleitgen

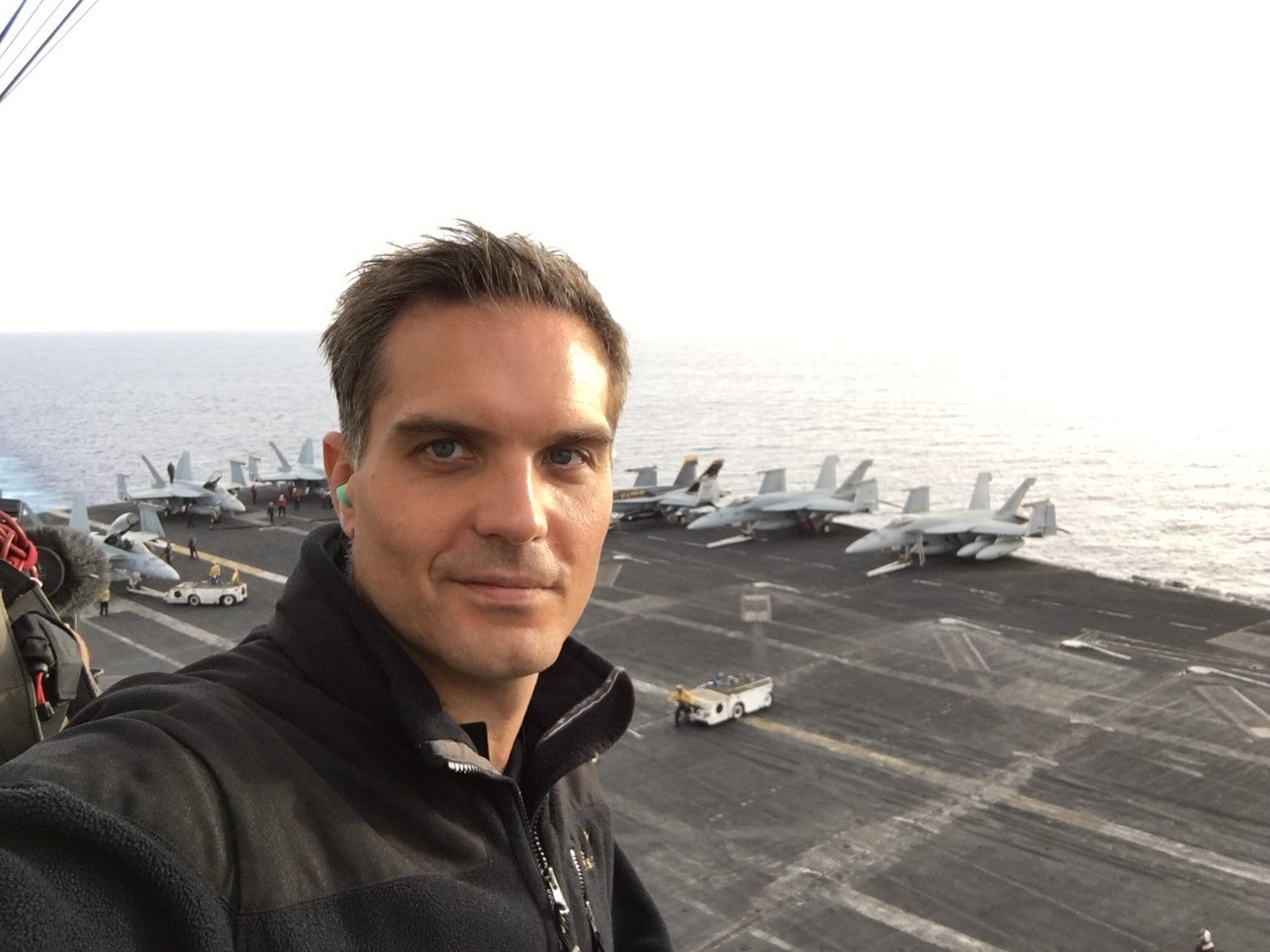
Frederik Pleitgen (2016)

Frederik „Fred“ Pleitgen (* 1976 in Köln) ist ein deutscher Journalist.

## Leben und Wirken
Frederik Pleitgen ist einer von drei Söhnen und insgesamt vier Kindern des ehemaligen WDR-Intendanten Fritz Pleitgen und dessen Frau Gerda Lichtenberg. Nach seiner Schulzeit, u. a. an der German International School Washington D.C., studierte er Nordamerikanistik an der Rheinischen Friedrich-Wilhelms-Universität Bonn und an der Freien Universität Berlin. Anschließend war er ein Jahr an der School of Journalism der New York University und erhielt 2004 ein Stipendium für das Institute for Cultural Diplomacy in San Fernando Valley. 2005 erhielt Pleitgen ein Arthur F. Burns Fellowship, das er am International Center for Journalists in Atlanta verbrachte.
Pleitgen arbeitete im ZDF-Hauptstadtbüro und im RTL-Hauptstadtstudio. Von 2000 bis 2006 war er als Reporter beim Sender n-tv tätig. Danach wechselte er zum US-amerikanischen Sender CNN. Er berichtete aus dem Irak, im Oktober 2010 aus Pakistan sowie 2011 von der Revolution in Ägypten und den Bürgerkriegen in Libyen und Syrien. In der CNN-Sendung Amanpour vertrat er Christiane Amanpour als Moderator.
Von Mai 2013 bis Dezember 2014 moderierte er im Wechsel mit Ilka Eßmüller das RTL Nachtjournal. Er arbeitete jedoch weiter als CNN-International-Korrespondent in Deutschland und begleitete das deutsche Team bei der Fußball-Weltmeisterschaft 2014 in Brasilien, als Korrespondent der Sendung CNN World Sport. Nach seinem Ausscheiden bei RTL im Februar 2015 wurde Pleitgen hauptberuflich Senior International Correspondent von CNN International in London. Im selben Jahr spielte er in dem Film Der Marsianer – Rettet Mark Watney einen CNN-Sprecher.

## Auszeichnungen
2017 wurde Frederik Pleitgen (CNN) zusammen mit Hans-Ulrich Gack (ZDF) und Luc Walpot (ZDF) für Berichte aus den Krisenregionen des Nahen Ostens und der Türkei mit dem Hanns-Joachim-Friedrichs-Preis ausgezeichnet.